# Марла Мејплс
Марла Ен Мејплс (енгл. Marla Ann Maples; Кохата, 27. октобар 1963) америчка је глумица, манекенка и певачица. Друга је супруга председника САД Доналда Трампа. Имају ћерку Тифани Трамп.

## Биографија
Рођена је 27. октобра 1963. у Кохати. Има полусестру из очевог претходног брака.
Веза са Доналдом Трампом започела је док је био у браку са својом првом супругом Иваном, од које се развео 1990. У октобру 1993. добили су ћерку Тифани. Венчали су се у децембру 1993, а развели у јуну 1999.